# Open Sud de France 2022
Open Sud de France 2022 byl tenisový turnaj pořádaný jako součást mužského okruhu ATP Tour, který se hrál v montpellierské aréně na krytých dvorcích s tvrdým povrchem GreenSet. Probíhal mezi 31. lednem a 6. únorem 2022 v Montpellier jako třicátý pátý ročník turnaje.
Turnaj s rozpočtem 490 990 eur patřil do kategorie ATP Tour 250. Nejvýše nasazeným ve dvouhře byl třetí hráč světa Alexander Zverev z Německa, který skončil jako poražený finalista. Posledním přímým účastníkem v hlavní singlové soutěži se stal 94. hráč žebříčku Švéd Mikael Ymer.
První titul na okruhu ATP Tour vybojoval třicátý pátý hráč světa Alexandr Bublik z Kazachstánu. Dvacátou první společnou trofej ve čtyřhře získali Francouzi Pierre-Hugues Herbert a Nicolas Mahut, kteří ve finále odvrátili mečbol.

## Rozdělení bodů a finančních odměn

### Rozdělení bodů
| Soutěž  | vítězové | finalisté | semifinalisté | čtvrtfinalisté | 16 v kole | 32 v kole | Q  | Q2 | Q1 |
| ------- | -------- | --------- | ------------- | -------------- | --------- | --------- | -- | -- | -- |
| dvouhra | 250      | 150       | 90            | 45             | 20        | 0         | 12 | 6  | 0  |
| čtyřhra | 250      | 150       | 90            | 45             | 0         | —         | —  | —  | —  |

### Finanční odměny
| Soutěž                              | vítězové | finalisté | semifinalisté | čtvrtfinalisté | 16 v kole | 32 v kole | Q2      | Q1      |
| ----------------------------------- | -------- | --------- | ------------- | -------------- | --------- | --------- | ------- | ------- |
| dvouhra                             | 45 865 € | 32 110 €  | 21 265 €      | 14 180 €       | 9 170 €   | 5 005 €   | 2 050 € | 1 130 € |
| čtyřhra                             | 16 260 € | 11 670 €  | 7 510 €       | 5 000 €        | 2 920 €   | —         | —       | —       |
| částka ve čtyřhře je uvedena na pár |          |           |               |                |           |           |         |         |

## Mužská dvouhra

### Nasazení
| Stát                          | Hráč                  | ATP | Nasazení |
| ----------------------------- | --------------------- | --- | -------- |
| Německo                       | Alexander Zverev      | 3.  | 1.       |
| Španělsko                     | Roberto Bautista Agut | 18. | 2.       |
| Francie                       | Gaël Monfils          | 20. | 3.       |
| Gruzie                        | Nikoloz Basilašvili   | 23. | 4.       |
| Srbsko                        | Filip Krajinović      | 36. | 5.       |
| Kazachstán                    | Alexandr Bublik       | 37. | 6.       |
| Francie                       | Ugo Humbert           | 40. | 7.       |
| Belgie                        | David Goffin          | 45. | 8.       |
| Žebříček ATP k 17. lednu 2022 |                       |     |          |

### Jiné formy účasti
Následující hráči obdrželi divokou kartu do hlavní soutěže:
- David Goffin
- Lucas Pouille
- Alexander Zverev[7]

Následující hráč nastoupil do hlavní soutěže pod žebříčkovou ochranou:
- Jo-Wilfried Tsonga

Následující hráči postoupili z kvalifikace:
- Damir Džumhur
- Pierre-Hugues Herbert
- Gilles Simon
- Kacper Żuk

### Odhlášení
před zahájením turnaj
- Félix Auger-Aliassime → nahradil jej  Corentin Moutet
- Borna Ćorić → nahradil jej  Adrian Mannarino
- Arthur Rinderknech → nahradil jej  Peter Gojowczyk
- Botic van de Zandschulp → nahradil jej  Mikael Ymer

### Skrečování
- Gilles Simon (poranění kyčle)[1]

## Mužská čtyřhra

### Nasazení
| Stát                          | Hráč                  | Stát     | Hráč                   | ATP  | Nasazení |
| ----------------------------- | --------------------- | -------- | ---------------------- | ---- | -------- |
| Francie                       | Pierre-Hugues Herbert | Francie  | Nicolas Mahut          | 13.  | 1.       |
| Nizozemsko                    | Matwé Middelkoop      | Rakousko | Philipp Oswald         | 81.  | 2.       |
| Izrael                        | Jonatan Erlich        | Francie  | Édouard Roger-Vasselin | 108. | 3.       |
| Kazachstán                    | Oleksandr Nedověsov   | Pákistán | Ajsám Kúreší           | 112. | 4.       |
| Žebříček ATP k 17. lednu 2022 |                       |          |                        |      |          |

### Jiné formy účasti
Následující páry obdržely divokou kartu do hlavní soutěže:
- Robin Bertrand /  Antoine Hoang
- Sascha Gueymard Wayenburg /  Luca Van Assche

Následující pár nastoupil pod žebříčkovou ochranou:
- Fabrice Martin /  Jo-Wilfried Tsonga

### Odhlášení
před zahájením turnaje
- Ivan Dodig /  Marcelo Melo → nahradili je  Marcelo Melo /  Alexander Zverev
- Tallon Griekspoor /  Botic van de Zandschulp → nahradili je  Denys Molčanov /  David Vega Hernández
- Ilja Ivaška /  Andrej Vasilevskij → nahradili je  Albano Olivetti /  Lucas Pouille
- Jonny O'Mara /  Ken Skupski → nahradili je  Jonny O'Mara /  Hunter Reese

## Přehled finále

### Mužská dvouhra
- Alexandr Bublik vs.  Alexander Zverev, 6–4, 6–3

### Mužská čtyřhra
- Pierre-Hugues Herbert /  Nicolas Mahut vs.  Lloyd Glasspool /  Harri Heliövaara, 4–6, 7–6(7–3), [12–10]